# Experiment 23
Experiment 23 is een wielerploeg die een Tsjechische licentie heeft. De ploeg bestaat sinds 2013. Experiment 23 komt uit in de Continentale circuits van de UCI. Frantisek Drbohlav is de manager van de ploeg.

## Samenstellingen

### 2014
| Naam                  | Geboortedatum    | Nationaliteit | Ploeg 2013 |
| --------------------- | ---------------- | ------------- | ---------- |
| Bartosz Szczepanowski | 8 november 1994  | Polen         |            |
| Jindrich Dlask        | 26 mei 1991      | Tsjechië      | Neo        |
| Jan Drbohlav          | 6 februari 1991  | Tsjechië      |            |
| Rafal Klepacki        | 3 april 1992     | Polen         | Neo        |
| Pavel Kolar           | 14 december 1993 | Tsjechië      |            |
| Petr Malan            | 13 december 1995 | Tsjechië      | Neo        |
| Athanasios Markos     | 30 maart 1993    | Tsjechië      |            |
| Bartosz Piotrowski    | 9 september 1995 | Polen         | Neo        |
| Michal Tomas          | 5 mei 1994       | Tsjechië      |            |
| Josef Tomek           | 26 augustus 1990 | Tsjechië      |            |
| Jan Urbašek           | 9 april 1994     | Tsjechië      |            |
| Michael Vakoc         | 27 april 1994    | Tsjechië      |            |
| Daniel Valecka        | 6 september 1994 | Tsjechië      | Neo        |
| Akinori Yamamura      | 4 augustus 1994  | Japan         | Neo        |

### 2013
| Naam                  | Geboortedatum     | Nationaliteit | Ploeg 2012      |
| --------------------- | ----------------- | ------------- | --------------- |
| Bartosz Szczepanowski | 8 november 1994   | Polen         | Neo             |
| Jan Drbohlav          | 6 februari 1991   | Tsjechië      | Neo             |
| Jakub Frkal           | 19 april 1994     | Tsjechië      | Neo             |
| Frantisek Jandura     | 29 september 1994 | Tsjechië      | Neo             |
| Pavel Kolar           | 14 december 1993  | Tsjechië      | Neo             |
| Athanasios Markos     | 30 maart 1993     | Tsjechië      | AC Sparta Praha |
| Michal Tomas          | 5 mei 1994        | Tsjechië      | Neo             |
| Josef Tomek           | 26 augustus 1990  | Tsjechië      | Neo             |
| Jan Urbašek           | 9 april 1994      | Tsjechië      | Neo             |
| Michael Vakoc         | 27 april 1994     | Tsjechië      | Neo             |
| Vit Volny             | 7 november 1993   | Tsjechië      | Neo             |
| Matej Zahálka         | 4 december 1993   | Tsjechië      | Neo             |